# Dziekania (jurydyka)
Dziekania – jurydyka duchowna założona w 1406 roku, współcześnie fragment Starego Miasta w Warszawie.

## Opis
Po przeniesieniu w 1406 roku kapituły z Czerska do Warszawy, książę Janusz I Starszy nadał 13 kanonikom place na budowę domów (kanonii), wyłączone spod jurysdykcji miejskiej. Była to obecna ulica Kanonia, okalająca placyk na tyłach kolegiaty św. Jana (znajdował się na nim najstarszy cmentarz warszawski, zlikwidowany w 1780 roku). Jurydykę przecinała także ulica Dziekania.
Tak jak inne jurydyki duchowe, Dziekania nie posiadała władz samorządowych. Rządzili nią bezpośrednio biskup i kapituła.